# Prolom
Prolom (cyr. Пролом) – wieś w Serbii, w okręgu toplickim, w gminie Kuršumlija. W 2011 roku liczyła 131 mieszkańców.